# Euryleptidae
Euryleptidae là một họ giun dẹp polyclad biển.

## Các chi
Các chi theo World Register of Marine Species:
- Acerotisa Strand, 1928
- Anciliplana Heath & McGregor, 1912
- Ascidiophilla
- Cycloporus Lang, 1884
- Eurylepta Ehrenberg, 1831
- Euryleptodes Heath & McGregor, 1912
- Katheurylepta Faubel, 1984
- Leptoteredra Hallez, 1913
- Maritigrella
- Oligoclado Pearse, 1938
- Oligocladus Lang, 1884
- Parastylostomum Faubel, 1984
- Pareurylepta Faubel, 1984
- Praestheceraeus Faubel, 1984
- Prostheceraeus Schmarda, 1859
- Stygolepta Faubel, 1984
- Stylostomum Lang, 1884

## Hình ảnh

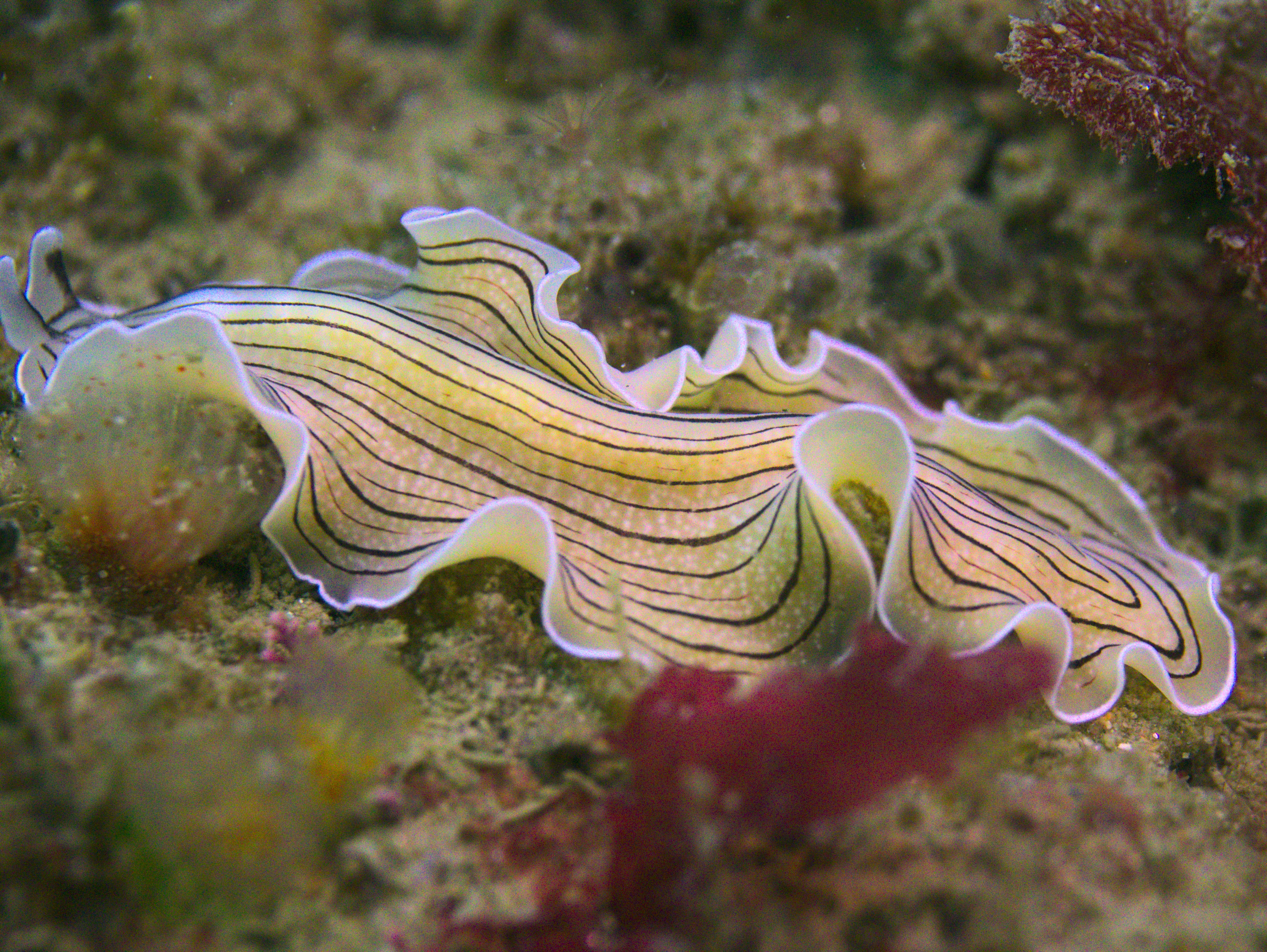
Prostheceraeus vittatus
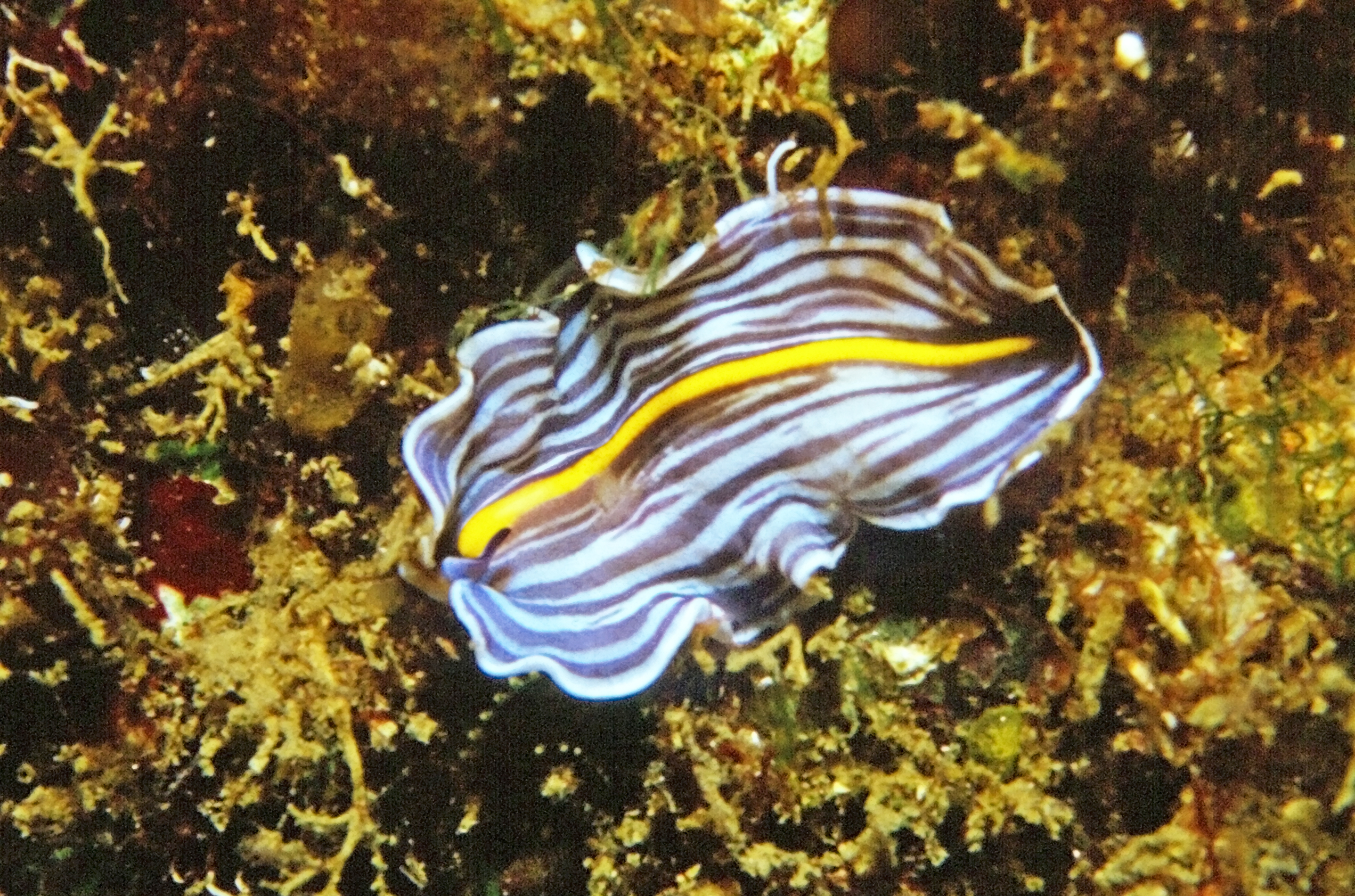
Prostheceraeus giesbrechtii